# Realbook
Realbook è una striscia comica italiana ideata e scritta da Stefano Disegni, prodotta nel 2017 e trasmessa in prima visione su Rai Uno, all'interno del programma Top - Tutto quanto fa tendenza.

## Trama
Come sarebbe la nostra vita se interagissimo nella vita reale come facciamo sui social network? Tra personaggi strampalati e situazioni paradossali, la serie racconta l'invasività dei social e le nuove tendenze della socializzazione.